# Espacio analítico rígido
En análisis matemático y teoría de números p-ádicos, un espacio analítico rígido es un análogo de un espacio analítico complejo sobre un cuerpo no arquimediano. Tales espacios fueron introducidos por John Tate en 1962, como una consecuencia de su trabajo sobre la uniformización de curvas elípticas p-ádicas que tenían mala reducción usando el grupo multiplicativo. A diferencia de lo que sucede con la teoría clásica del variedades analíticas p-ádicas, los espacios analíticos rígidos admiten nociones significativas de continuación analítica y conectividad.

## Definiciones
El objeto analítico rígido básico es la unidad n-dimensional polidisco, cuyo anillo de funciones es el álgebra de Tate {\displaystyle T_{n}}, hecho de serie de potencias en n variables cuyos coeficientes se acercan a cero en algún cuerpo completo no arquimedeano k.  El álgebra de Tate es la compleción del anillo polinómico en n variables con la norma de Gauss (tomando el supremo de los coeficientes), y el polidisco juega un papel análogo al de n-espacio afín en geometría algebraica. Los puntos en el polidisco se definen como ideales maximales en el álgebra de Tate, y si k es algebraicamente cerrado, estos corresponden a puntos en {\displaystyle k^{n}} cuyas coordenadas tienen norma como máximo uno.
Un álgebra afinoide es una k-álgebra de Banach que es isomorfa a un cociente del álgebra de Tate por un ideal.  Un afinoide es entonces el subconjunto del polidisco unitario en el que se desvanecen los elementos de este ideal, es decir, es el conjunto de ideales maximales que contienen al ideal en cuestión. La topología de las álgebras afinoides es sutil, utilizando nociones de "subdominios afinoides" (que satisfacen una propiedad de universalidad con respecto a las aplicaciones de álgebras afinoides) y "conjuntos abiertos admisibles" (que satisfacen una condición de finitud para recubrimientos por subdominios afinoides). De hecho, los conjuntos abiertos admisibles en un afinoide no lo dotan en general de la estructura de espacio topológico, pero sí forman una topología de Grothendieck (llamada topología G), y esto permite definir buenas nociones de haces y pegado de espacios.
Un espacio analítico rígido sobre k es un par {\displaystyle (X,{\mathcal {O}}_{X})} que describe un espacio localmente anillado G-topologizado con un haz de k-álgebras, tal que hay un recubrimiento mediante subespacios abiertos isomorfos a los afinoides.  Esto es análogo a la noción de que las variedades se recubren mediante subconjuntos abiertos isomorfos al espacio euclidiano, o esquemas que son cubiertas por afines.  Los esquemas sobre k pueden ser analizados funcionalmente, al igual que las variedades sobre los números complejos, pueden ser vistas como espacios analíticos complejos, y hay una teorema de geometría algebraica y geometría analítica. El funtor de analitificación respeta límites finitos.

## Otras formulaciones
Alrededor de 1970, Michel Raynaud proporcionó una interpretación de ciertos espacios analíticos rígidos como modelos formales, es decir, como fibras genéricas de esquemas formales sobre el anillo de valoración R de k.  En particular, demostró que la categoría de espacios rígidos cuasi-compactos cuasi-separados sobre k es equivalente a la localización de la categoría de esquemas formales admisibles cuasi-compactos sobre R con respecto a las explosiones formales admisibles.  Aquí, un esquema formal es admisible si es cubierto por espectros formales de álgebras topológicamente finitas presentadas R cuyos anillos locales son R-planos.
Los modelos formales sufren de un problema de singularidad, ya que las explosiones permiten que más de un esquema formal describa el mismo espacio rígido. Huber elaboró una teoría de "espacios ádicos" para resolver esto, tomando un límite sobre todas las explosiones. Estos espacios son cuasi-compactos, cuasi-separados y functoriales en el espacio rígido, pero carecen de muchas propiedades topológicas deseables.
Vladimir Berkovich reformuló gran parte de la teoría de los espacios analíticos rígidos a fines de la década de 1980, utilizando una generalización de la noción de espectro de Gelfand para el C*-álgebras.  El espectro de Berkovich de una k-álgebra de Banach A es el conjunto de semi-normas multiplicativas en A que están acotadas con respecto a la norma dada en k, y tiene una topología inducida por la evaluación de estas semi-normas en elementos de A. Dado que la topología se aparta de la de la línea real, los espectros de Berkovich tienen muchas propiedades deseables, como la compacidad, la conectividad de la trayectoria y la metrizabilidad. Muchas propiedades de la teoría de anillos se reflejan en la topología de los espectros, por ejemplo, si A es un dominio de Dedekind, entonces su espectro es contractible. Sin embargo, incluso los espacios muy básicos tienden a ser difíciles de manejar; la recta proyectiva sobre {\displaystyle \mathbb {C} _{p}} es una compactificación del límite inductivo de Edificios Bruhat–Tits para {\displaystyle {\text{PGL}}_{2}(\mathbb {F} )}, ya que {\displaystyle \mathbb {F} } varía sobre extensiones finitas de {\displaystyle \mathbb {Q} _{p}}, cuando a los edificios se les da una topología más gruesa.